# Tulipa sylvestris australis
Il tulipano di montagna (Tulipa sylvestris supsp. australis (Link) Pamp.) è una pianta bulbosa appartenente alla famiglia delle Liliacee.

## Descrizione
La pianta ha le foglie strette e verdi e i fiori sono gialli dai tepali esterni violacei sul dorso.

## Distribuzione e habitat
La specie è diffusa nelle parti montuose di Portogallo, Spagna, Francia, Italia, Svizzera, Austria e Nordafrica.
In Italia è presente sulle Alpi, sugli Appennini e sull'isola d'Elba.
È stata trovata pure a Malta.

## Protezione
La pianta è molto rara.